# Lot de travaux
Un lot de travaux, lot, ou en anglais work package (WP), est un ensemble cohérent de tâches issu du découpage d'un projet. 

## Principes
Le lot de travaux est utilisé en gestion de projets pour assigner les responsabilités et pour planifier, exécuter et suivre l'avancement des activités.  
Les lots de travaux correspondent à un élément de l'organigramme des tâches du projet.  Certains référentiels méthodologiques, comme par exemple le PMBOK, les définissent plus précisément comme étant le niveau le plus élémentaire de cet organigramme.  Les lots définissent ainsi le contenu d'un ensemble de tâches, les livrables correspondants, et les responsabilités associées.  Ils sont utilisés dans le cadre la planification du budget, des ressources, et des échéances.  
Certaines méthodes de gestion de projets, comme par exemple PRINCE2, définissent le lot de travaux de façon pragmatique comme étant un outil de délégation permettant au chef de projet d'assigner un ensemble cohérent de tâches à un chef d'équipe ou à une équipe, et de superviser la réception d'un ensemble de livrables en retour.    

## Concepts voisins
Les marchés publics peuvent être facultativement découpés en lots indépendants.  Chaque lot correspond alors également à un ensemble cohérent de fournitures, de prestations de services ou de travaux, sans que ces lots ne soient pas nécessairement liés à un projet.     